# نونوکا اوزاکی
{{infobox sportsperson
| headercolor    = #A2BADC
| name = نونوکا اوزاکی
| image          = Nonoka Ozaki.JPG
| image_size     = 
| caption        =
| birth_name     =
| fullname       = نونوکا اوزاکی
| nickname       =
| nationality    =  ژاپن
|{{Religion =
نونوکا اوزاکی (به ژاپنی: 南條早映،  زادهٔ ۲۳ مارس ۲۰۰۳) یک کشتی‌گیر آزادکار کشور ژاپن است.
از افتخارات وی می‌توان به کسب دو مدال طلا مسابقات قهرمانی کشتی جهان ۲۰۲۲ و مسابقات قهرمانی کشتی جهان ۲۰۲۳ و مدال برنز بازی‌های المپیک ۲۰۲۴ پاریس و مسابقات قهرمانی کشتی جهان ۲۰۲۱ اشاره کرد.